# Stellasaurus
Stellasaurus (il cui nome significa "lucertola stellata"; sia in riferimento alla forma del collare, sia come omaggio alla canzone "Starman" di David Bowie) è un genere estinto di dinosauro ceratopside centrosaurino vissuto nel Cretaceo superiore, circa 75,2 milioni di anni fa (Campaniano), in quello che oggi è il Montana, USA. Il genere contiene una singola specie, ossia S. ancellae,i cui resti sono stati rinvenuti nella Formazione Two Medicine, la stessa unità geologica in cui sono stati rinvenuti i suoi parenti Rubeosaurus, Einiosaurus e Achelousaurus.
Originariamente proposto come un taxon distinto nel 1992, questi esemplari furono successivamente assegnati al genere Rubeosaurus. Nel 2020, una rivalutazione di questi esemplari ha messo in la loro assegnazione al genere Rubeosaurus ed li ha riclassificati in un proprio genere distinto. I descrittori di questa specie, identificano l'animale come una forma di transizione tra Styracosaurus albertensis ed Einiosaurus su un'unica linea evolutiva che portò ad Achelousaurus e Pachyrhinosaurus.

## Descrizione

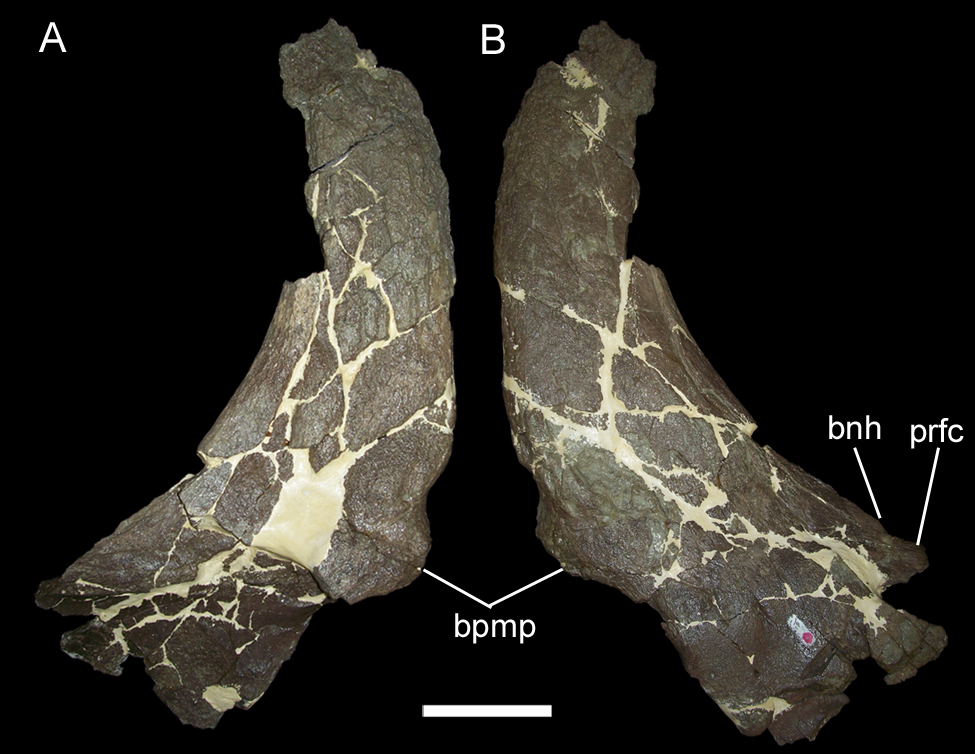
Corno nasale in vista laterale

Come tutti i dinosauri ceratopsidi più derivati, Stellasaurus presentava elaborati ornamenti cranici sul suo collare. In particolare, condivideva un'anatomia simile ad altri eucentrosauri derivati e la sua anatomia è stata descritta come una via di mezzo tra quella di Styracosaurus albertensis e quella di Einiosaurus, rispettivamente, il suo presunto antenato e il suo discendente. Come il primo, Stellasaurus possedeva un lunghissimo corno nasale, più grande di quello di Centrosaurus. Questo corno è eretto e ricurvo (puntando all'indietro, a differenza del corno di Einiosaurus che invece puntava nella direzione opposta) e compresso lateralmente. Anche le corna sopraorbitali (posizionate sopra le orbite) erano molto simile a quelle di Styracosaurus albertensis. La sua anatomia parietale è molto più simile ad Einiosaurus, con due lunghe paia di spine parietali, lunghe e dritte, costituite dalla quinta e dalla quarta coppia di epiparietali (osteodermi o noduli ossei dell'osso parietale). Similmente ad Einiosaurus ed Achelousaurus, non sono stati ritrovati epiparietali o episquamosali, nel senso di osteodermi o "ossificazioni" separate, indicando che i tre generi potrebbero non averli.